# Піфагорова четвірка
Піфагорова четвірка — кортеж цілих чисел {\displaystyle (a,b,c,d)} таких, що {\displaystyle a^{2}+b^{2}+c^{2}=d^{2}}, при цьому d > 0. Піфагорова четвірка {\displaystyle (a,b,c,d)} визначає прямокутний паралелепіпед із довжинами сторін |a|, |b| та |c|, діагональ якого має довжину d. Піфагорові четвірки також називають піфагоровими блоками.

## Параметризація простих четвірок
Множина простих піфагорових четвірок, тобто тих, для яких НСД(a,b,c) = 1, має параметризацію
{\displaystyle a=m^{2}+n^{2}-p^{2}-q^{2},}
{\displaystyle b=2(mq+np),}
{\displaystyle c=2(nq-mp),}
{\displaystyle d=m^{2}+n^{2}+p^{2}+q^{2},}
де m, n, p, q — натуральні цілі, НСД(m,n,p,q) = 1 і m + n + p + q ≡ 1 (mod 2). Таким чином, усі прості піфагорові четвірки описує тотожність Лебега
{\displaystyle (m^{2}+n^{2}+p^{2}+q^{2})^{2}=(2mq+2np)^{2}+(2nq-2mp)^{2}+(m^{2}+n^{2}-p^{2}-q^{2})^{2}.}

## Альтернативна параметризація
Всі піфагорові четвірки (включно з непростими та з повтореннями) можна отримати з двох натуральних чисел a і b в такий спосіб: Якщо {\displaystyle a} і {\displaystyle b} мають різну парність, візьмемо будь-який множник p числа {\displaystyle a^{2}+b^{2}} такий, що {\displaystyle p^{2}<a^{2}+b^{2}}. Тоді {\displaystyle c=(a^{2}+b^{2}-p^{2})/(2p)} і {\displaystyle d=(a^{2}+b^{2}+p^{2})/(2p).} Зауважимо, що {\displaystyle p={d-c}.}
Схожий метод існує для {\displaystyle a,b} парних з додатковим обмеженням, що {\displaystyle 2p} має бути парним дільником числа {\displaystyle a^{2}+b^{2}.} Такого методу немає для випадку, коли обидва числа a і b непарні.

## Властивості
Найбільше число, яке завжди ділить добуток abcd, дорівнює 12. Четвірка з найменшим добутком — (1, 2, 2, 3).

## Зв'язок з кватерніонами та раціональними ортогональними матрицями
Проста піфагорова четвірка {\displaystyle (a,b,c,d)}, параметризована за допомогою {\displaystyle (m,n,p,q)}, відповідає першому стовпцю матричного подання {\displaystyle E(\alpha )} спряження {\displaystyle \alpha (\cdot ){\overline {\alpha }}} за допомогою кватерніона Гурвіца {\displaystyle \alpha =m+ni+pj+qk}, звуженого до підпростору {\displaystyle \mathbb {H} }, натягнутого на {\displaystyle i,j,k}
{\displaystyle E(\alpha )={\begin{pmatrix}m^{2}+n^{2}-p^{2}-q^{2}&2np-2mq&2mp+2nq\\2mq+2np&m^{2}-n^{2}+p^{2}-q^{2}&2pq-2mn\\2nq-2mp&2mn+2pq&m^{2}-n^{2}-p^{2}+q^{2}\\\end{pmatrix}},}
де стовпці попарно ортогональні і кожен має норму d. Більш того, {\displaystyle {\frac {1}{d}}E(\alpha )} {\displaystyle \in {\text{SO}}(3,\mathbb {Q} )}, і фактично всі 3 × 3 ортогональні матриці з раціональними коефіцієнтами з'являються в такий спосіб.

## Піфагорові четвірки з нормою d<30
| a  | b  | c  | d  |
| -- | -- | -- | -- |
| 1  | 2  | 2  | 3  |
| 2  | 3  | 6  | 7  |
| 1  | 4  | 8  | 9  |
| 2  | 6  | 9  | 11 |
| 4  | 4  | 7  | 9  |
| 6  | 6  | 7  | 11 |
| 3  | 4  | 12 | 13 |
| 2  | 5  | 14 | 15 |
| 2  | 10 | 11 | 15 |
| 1  | 12 | 12 | 17 |
| 8  | 9  | 12 | 17 |
| 1  | 6  | 18 | 19 |
| 6  | 6  | 17 | 19 |
| 6  | 10 | 15 | 19 |
| 4  | 5  | 20 | 21 |
| 4  | 8  | 19 | 21 |
| 4  | 13 | 16 | 21 |
| 8  | 11 | 16 | 21 |
| 3  | 6  | 22 | 23 |
| 3  | 14 | 18 | 23 |
| 6  | 13 | 18 | 23 |
| 9  | 12 | 20 | 25 |
| 12 | 15 | 16 | 25 |
| 2  | 7  | 26 | 27 |
| 2  | 10 | 25 | 27 |
| 2  | 14 | 23 | 27 |
| 7  | 14 | 22 | 27 |
| 10 | 10 | 23 | 27 |
| 3  | 16 | 24 | 29 |
| 11 | 12 | 24 | 29 |
| 12 | 16 | 21 | 29 |

## Кубічні піфагорові четвірки
Існує окремий тип кубічних піфагорових четвірок (англ. Pythagorean cubic quadruples), тобто таких наборів натуральних чисел {\displaystyle (a,b,c,d)}, які задовольняють рівняння:
{\displaystyle a^{3}+b^{3}+c^{3}=d^{3}}
Кубчні піфагорові четвірки можна згенерувати за допомогою спеціальних матриць. Кубічною піфагоровою четвіркою з найменшою нормою є: {\displaystyle a=3;b=4;c=5;d=6}. Іншими (але не єдиними) прикладами кубічних піфагорових четвірок є:
| a  | b   | c   | d   |
| -- | --- | --- | --- |
| 4  | 17  | 22  | 25  |
| 16 | 23  | 41  | 44  |
| 16 | 47  | 108 | 111 |
| 64 | 107 | 405 | 408 |
| 64 | 155 | 664 | 667 |